# Mats Rosenkranz
Mats Rosenkranz (* 23. August 1998 in Essen) ist ein deutscher Tennisspieler.

## Karriere
Mats Rosenkranz spielte zu Beginn seiner Karriere vor allem Tennis in der 2. Bundesliga. 2016 spielte er für den Solinger Tennis-Club 1902, 2019 war er Teil des TC Bredeney Essen. Nebenbei spielte er einzelne Turniere der drittklassigen ITF Future Tour. Ende 2017 schloss er das Jahr erstmals in den Top 1000 der Weltrangliste ab. 2018 gelangen ihm im Doppel zwei Future-Titel. 2019 gewann er neben drei Titeln im Doppel auch seinen ersten Einzel-Titel auf der Future Tour.
Einen Durchbruch auf der ATP Challenger Tour, die höher dotiert ist, gelang Rosenkranz im Oktober 2021, als er in Mouilleron-le-Captif gleich mehrere, deutlich besser platzierte Spieler schlug. Mit Benjamin Bonzi schlug er den Setzlistenersten und einen Top-70-Spieler der Weltrangliste. Im Halbfinale unterlag er schließlich Norbert Gombos. Durch diesen Erfolg konnte er erstmals in die Top 400 der Welt einziehen (Rang 376). Hinzu kam sein zweiter Einzel-Future-Titel. Weitere Erfolge bei Challengers blieben in der Folge aus. Im Doppel gewann der Deutsche hingegen seinen sechsten Futuretitel im Jahr 2020, bevor er 2022 in Tigre auch seinen ersten Challenger-Titel gewinnen konnte. An der Seite des Peruaners Conner Huertas del Pino schlug er im Finale eine argentinische Paarung. Im Doppel bleibt sein Karrierebestwert Rang 463 von 2019.

## Erfolge
| Legende (Anzahl der Siege) |
| Grand Slam                 |
| ATP Finals                 |
| ATP Tour Masters 1000      |
| ATP Tour 500               |
| ATP Tour 250               |
| ATP Challenger Tour (2)    |

### Einzel

#### Turniersiege
| Nr. | Datum            | Turnier    | Belag     | Finalgegner      | Ergebnis |
| --- | ---------------- | ---------- | --------- | ---------------- | -------- |
| 1.  | 1. Dezember 2024 | Manzanillo | Hartplatz | Gonçalo Oliveira | 6:3, 6:4 |

### Doppel

#### Turniersiege
| Nr. | Datum          | Turnier | Belag | Partner                 | Finalgegner                                | Ergebnis   |
| --- | -------------- | ------- | ----- | ----------------------- | ------------------------------------------ | ---------- |
| 1.  | 8. Januar 2022 | Tigre   | Sand  | Conner Huertas del Pino | Matías Franco Descotte Facundo Díaz Acosta | 5:6 aufgg. |